# Pira-tapuya
Els pira-tapuya o Wa'íkâná (homes peix), són una ètnia indígena oriünda del riu Papurí al departament de Vaupés (Colòmbia)i l'estat de l'Amazones (Brasil). Eren una fràtria conformada pels llinatges patrilineals. No obstant això, a causa d'un conflicte amb els wehétárá i els bu'sáná van migrar als voltants de Leticia (Amazones, Colòmbia) i els kenáná es van establir al Guaviare, on també s'han establert comunitats de desanos i tucanos; i algunes famílies es van establir en els Llanos del Yarí al departament de Caquetá.

## Economia
Es destaquen com pescadors, i des de nens són instruïts sobre els cicles de vida, hàbits alimentaris i altres comportaments de més de cent espècies de peixos i dominen diferents mètodes de pesca. Amb fibres de la palma mirití, fabriquen una xarxa wêdü i fil per a pescar (móô kórida) amb hams. Construeixen diferents classes de paranys de diferents grandàries i formes, que s'usen segons els diferents corrents d'aigua, llocs i peixos a capturar. La més gran, el parany de canal keó, mesura 6,50 m i es deixa instal·lada permanentment. Alguns paranys són especials per a les "cahiveras" o salts en els desnivells del riu. A més construeixen canoes yuküsá, de troncs buidats.
Practiquen l'agricultura itinerant. En la chagra l'espècie dominant és la iuca amarga, que processen per a obtenir el "casabe" (nâhó truita o "pa de la selva"), la "fariña" (po'ká farina torrada) i la beguda yûmúkú. També conreen canya de sucre, pinya, tabac i coca.
Casen amb escopeta, sarbatana i arc i fletxa cérvols, pecarís i ocells. Complementen la seva alimentació amb la recol·lecció de formigues, granotes i fruits silvestres.
Fabriquen canastres i les flautes de tub upú (de tronc de palma) i la trompeta kuú de closca de tortuga, la qual usen en el "ball de la tortuga".

## Llengua
La seva llengua pròpia pertany a la branca oriental de la Família Tucano. Els piratapuyo parlen diverses llengües, ja que l'exogàmia que practiquen rigorosament, els imposa casar-se amb una parella de diferent origen ètnic i el seu sistema social integra diferents ètnies o fratries, tucano orientals.